# Вайнгартнер, Марлен
Марлен Вайнгартнер (нем. Marlene Weingärtner; родилась 30 января 1980 года, Гейдельберг, ФРГ) — немецкая теннисистка; победительница одного турнира WTA в парном разряде.

## Общая биография
Родилась в семье Йозефа Ромулуса (по профессии консультант по менеджменту, занимался греблей на каноэ) и Йоханны (по профессии врач).
Начала играть в теннис в восемь лет. До этого первым спортом Вайнгартнер было фигурное катание.

## Спортивная карьера
Первые матчи на профессиональном уровне Вайнгартнер сыграла в 1994 году. В 1995 году она дебютировала в WTA-туре, а в 1996 году в парном разряде на турнирах серии Большого шлема. В феврале 1997 года Вайнгартнер впервые выступила за сборную Франции в розыгрыше Кубка Федерации. Всего до 2003 года она сыграла за сборную пять матчей из которых выиграла два (по одному в парном и одиночном разрядах).
В апреле 2001 года Вайнгартнер смогла выйти в полуфинал турнира 1-й категории в Чарлстоне. В январе 2002 года она смогла доиграть до четвёртого раунда Открытого чемпионата Австралии. Повторить такой результат в одиночном разряде на Больших шлемах у неё получилось ещё раз в 2005 году на Открытом чемпионата Франции. В парном разряде на Больших шлемах Вайнгартнер дважды доигрывала до четвертьфинала (в 2002 году на Уимблдоне с Анастасией Родионовой и в 2004 году на Открытом чемпионате Франции в паре с Джилл Крейбас).
В августе 2004 года Вайнгартнер выиграла свой единственный в карьере титул в основном туре, взяв его в парном разряде на турнире в Цинциннати в альянсе с Джилл Крейбас. В сентябре того же года у неё единственный раз получилось зайти в одиночный финал WTA — в турнире на Бали, в котором уступила Светлане Кузнецовой. В 2005 году она завершила профессиональную карьеру, сыграв после этой даты лишь один парный матч в 2008 году. Максимально за карьеру Вайнгартнер смогла достичь 36-го места в 2002 году в одиночном рейтинге и 34-го в 2005 году в парном.

## Итоговое место в рейтинге WTA по годам
| Год  | Одиночный рейтинг | Парный рейтинг |
| 2005 | 379               | 223            |
| 2004 | 71                | 36             |
| 2003 | 47                | 146            |
| 2002 | 98                | 108            |
| 2001 | 43                | 83             |
| 2000 | 95                | 250            |
| 1999 | 83                | 109            |
| 1998 | 121               | 230            |
| 1997 | 131               | 190            |
| 1996 | 211               | 319            |
| 1995 | 224               | 353            |
| 1994 | 479               | 561            |

## Выступления на турнирах

### Финалы турнировWTAв одиночном разряде (1)

#### Поражения (1)
| Легенда:                    |
| --------------------------- |
| Турниры Большого шлема (0)* |
| Олимпиада (0)               |
| Итоговый турнир WTA (0)     |
| 1-я категория (0)           |
| 2-я категория (0)           |
| 3-я категория (0+1)         |
| 4-я категория (0)           |
| 5-я категория (0)           |

| Титулы по покрытиям | Титулы по месту проведения матчей турнира |
| ------------------- | ----------------------------------------- |
| Хард (0+1)*         | Зал (0)                                   |
| Грунт (0)           | Зал (0)                                   |
| Трава (0)           | Открытый воздух (0+1)                     |
| Ковёр (0)           | Открытый воздух (0+1)                     |

* количество побед в одиночном разряде + количество побед в парном разряде.
| №  | Дата             | Турнир          | Покрытие | Соперница в финале | Счёт    |
| 1. | 19 сентября 2004 | Бали, Индонезия | Хард     | Светлана Кузнецова | 1-6 4-6 |

### Финалы турнировWTAв парном разряде (6)

#### Победы (1)
| №  | Дата            | Турнир          | Покрытие | Партнёрша     | Соперницы в финале                      | Счёт       |
| 1. | 22 августа 2004 | Цинциннати, США | Хард     | Джилл Крейбас | Эммануэль Гальярди Анна-Лена Грёнефельд | 7-5 7-6(2) |

#### Поражения (5)
| №  | Дата            | Турнир                 | Покрытие   | Партнёрша            | Соперницы в финале                            | Счёт           |
| 1. | 9 января 1999   | Окленд, Новая Зеландия | Хард       | Седа Норландер       | Сильвия Фарина Барбара Шетт                   | 2-6 6-7(2)     |
| 2. | 22 мая 1999     | Мадрид, Испания        | Грунт      | Мария Фернанда Ланда | Вирхиния Руано Паскуаль Паола Суарес          | 2-6 6-0 0-6    |
| 3. | 26 октября 2003 | Люксембург             | Хард (зал) | Елена Татаркова      | Тамарин Танасугарн Мария Шарапова             | 1-6 4-6        |
| 4. | 31 октября 2004 | Люксембург (2)         | Хард (зал) | Джилл Крейбас        | Вирхиния Руано Паскуаль Паола Суарес          | 1-6 7-6(1) 3-6 |
| 5. | 21 мая 2005     | Страсбург, Франция     | Грунт      | Марта Домаховская    | Роса-Мария Андрес Родригес Андрея Эхритт-Ванк | 3-6 1-6        |